# 涼風號驅逐艦
涼風號驅逐艦是白露型驅逐艦的第十號艦（也是最後一艘），是日本帝國海軍在丸二計畫中建造的第四艘艦艇。 

## 艦历
涼風號由浦賀船渠建造，於1935年7月9日安放龍骨，1937年3月11日下水，于1937年8月31日入役。
偷袭珍珠港時，本艦編於日本海军第2舰队的第四水雷戰隊第24驅逐隊分隊，與姊妹艦一同入侵菲律賓。从1942年1月起， 本艦参加了在荷屬东印度群岛的作戰，包括入侵塔拉坎岛 。 后来本艦被派到苏拉威西岛島巡邏，於1942年2月4日被美軍潛艇的魚雷擊中，造成重大傷害與9名船员死亡，於3月底返回佐世保海军工廠进行维修。 
涼風號于4月10日被編入日本海軍第一舰队，又于6月14回到第二舰队。8月中旬护送千歲號航空母艦到特鲁克并加入瓜达尔卡纳尔其余艦隊。在8月28日的东所罗门海战之后，她护送受损的神通號輕巡洋艦返回特魯克。 在8月至11月上旬，涼風號参加了向瓜达尔卡纳尔岛的十二次「东京快车」高速运输任务，并于10月26日在近藤信竹海军少将的指揮下参加了圣克鲁斯群岛之战 。在1942年11月12日至13日晚上的第一次瓜达尔卡纳尔海戰中，涼風號從被魚雷擊中的運輸艦Naka Maru救出了1100名幸存者。在該月其他時間中，涼風號在肖特兰岛、布纳和拉包尔之间巡逻。在11月30日的塔薩法龍加之戰中，涼風號差點就被美國驅逐艦USS Drayton的鱼雷齐射击中。 
1942年12月， 涼風號继续執行往瓜達爾卡納爾島的运输任務，在1943年1月1日的一次空袭中遭受了轻度损傷，於該月底至特魯克进行维修，并于2月返回佐世保。维修於六月中旬完成，涼風號护航重巡洋舰熊野與鈴谷返回特鲁克和拉包尔。在7月5日至6日的库拉湾海战中，涼風號一同擊沉了美軍巡洋艦海倫娜號，不過期前方的砲塔也中彈多次。於7月下旬在在横须贺进行维修后，涼風號被指派負責日本本土和特鲁克之间的護航任务，直到11月初。在11月底於佐世保进行的改装中，移除了X炮塔，更換成96式高射炮 。从12月底到1944年1月底，涼風號驅逐艦護送护送運輸艦隊前往特魯克和波納佩 。1944年1月25日，於護航從特鲁克往埃內韋塔克的運輸艦時，涼風號被美國潛艇USS Skipjack在波納佩北北西 127海里（235）處以魚雷擊沉（位置是08°51′N 157°10′E / 8.850°N 157.167°E ），並於1944年3月10日除籍。 

## 同型艦

### 白露型
- 白露
- 时雨
- 村雨
- 夕立
- 春雨
- 五月雨

### 改白露型
- 海風（日语：海風 (白露型駆逐艦)）
- 山風（日语：山風 (白露型駆逐艦)）
- 江風
- 涼風